# 1342
Il 1342 (MCCCXLII in numeri romani) è un anno  del XIV secolo.

## Eventi
- Il papa Clemente VI sancisce la Custodia di Terra Santa

## Nati
- 17 gennaio - Filippo II di Borgogna, nobile († 1404)
- 6 aprile - Maria del Portogallo, principessa portoghese († 1377)
- 19 agosto - Caterina di Boemia, nobile († 1395)
- 8 novembre - Giuliana di Norwich, mistica inglese († 1416)
- Jean Allarmet de Brogny, vescovo cattolico e cardinale francese († 1426)
- Gilles de Bellemère, vescovo cattolico francese († 1407)
- Pietro di Borbone-La Marche, nobile francese († 1362)
- Antipapa Clemente VII, cardinale e vescovo cattolico svizzero († 1394)
- William Courtenay, arcivescovo cattolico inglese († 1396)
- Cristiano V di Oldenburg, conte († 1399)
- Luigi Marsili, teologo italiano († 1394)
- Bianca d'Aragona, principessa († 1370)
- Sancho d'Alburquerque, conte spagnolo († 1374)
- Caterina Visconti, nobildonna italiana († 1382)
- Humphrey di Bohun, VII conte di Hereford, conte († 1373)
- Leone VI d'Armenia, sovrano († 1393)
- Ulrico di Württemberg, nobile tedesco († 1388)

## Morti
- 3 gennaio - Anseau de Joinville, militare francese
- 13 gennaio - Pietro della Palude, teologo e patriarca cattolico francese
- 22 gennaio - Enrico IV il Fedele, nobile polacco
- 7 marzo - Giovanna di Valois, nobile francese (n. 1294)
- 23 marzo - Napoleone Orsini, cardinale italiano
- 31 marzo - Dionigi di Borgo San Sepolcro, teologo e vescovo cattolico italiano
- 9 aprile - Margaret de Clare, contessa di Gloucester, nobile britannica (n. 1293)
- 25 aprile - Papa Benedetto XII, papa, vescovo cattolico e cardinale francese (n. 1285)
- 16 maggio - Eleonora di Bretagna, nobildonna e religiosa inglese (n. 1275)
- 16 luglio - Carlo Roberto d'Angiò, sovrano
- 12 agosto - Guido I di Blois-Châtillon, nobile
- 15 agosto - Pietro II di Sicilia, re (n. 1305)
- 21 agosto - Giorgio Del Zoppo, condottiero italiano (n. 1285)
- 21 agosto - Guido Terreni, presbitero, filosofo e teologo francese (n. 1270)
- 24 settembre - Simone Saltarelli, religioso e arcivescovo cattolico italiano (n. 1261)
- 3 ottobre - María Díaz de Haro, nobildonna spagnola (n. 1270)
- 1º dicembre - Bertrand de Montfavès, cardinale francese
- 24 dicembre - Violante Paleologa, contessa (n. 1318)
- 28 dicembre - Bartolomeo Gradenigo, doge (n. 1263)
- 29 dicembre - Gerardo Cagnoli, religioso italiano
- 'Ali Sultan, condottiero mongolo
- Graziolo Bambaglioli, scrittore italiano (n. 1291)
- Roberto Campolo, vescovo cattolico italiano
- Guglielmo III da Camposampiero, politico italiano
- Domenico Cavalca, scrittore e religioso italiano
- Giovanni II Chiaramonte, nobile, politico e militare italiano
- Marsilio da Padova, filosofo e scrittore italiano (n. 1275)
- Margherita di Valois, nobile francese (n. 1295)
- Michele da Cesena, religioso, teologo e filosofo italiano
- Al-Mizzi (n. 1256)
- Teodoro Patrikiotes, funzionario bizantino
- Bernat de Puigcercós, spagnolo
- Roberto III d'Artois, nobile francese (n. 1287)
- Matteo Silvatico, medico italiano (n. 1285)
- Teodora Paleologa Cantacuzena Angela, nobile bizantina
- Tini Bek, condottiero mongolo
- Katerina Vilioni, italiana
- Yesun Temür, condottiero mongolo

## Calendario
| Calendario 1342 | Calendario 1342 | Calendario 1342 | Calendario 1342 | Calendario 1342 | Calendario 1342 | Calendario 1342 | Calendario 1342 | Calendario 1342 | Calendario 1342 | Calendario 1342 | Calendario 1342 | Calendario 1342 | Calendario 1342 | Calendario 1342 | Calendario 1342 | Calendario 1342 | Calendario 1342 | Calendario 1342 | Calendario 1342 | Calendario 1342 | Calendario 1342 | Calendario 1342 | Calendario 1342 | Calendario 1342 | Calendario 1342 | Calendario 1342 | Calendario 1342 | Calendario 1342 | Calendario 1342 | Calendario 1342 | Calendario 1342 | Calendario 1342 |
| --------------- | --------------- | --------------- | --------------- | --------------- | --------------- | --------------- | --------------- | --------------- | --------------- | --------------- | --------------- | --------------- | --------------- | --------------- | --------------- | --------------- | --------------- | --------------- | --------------- | --------------- | --------------- | --------------- | --------------- | --------------- | --------------- | --------------- | --------------- | --------------- | --------------- | --------------- | --------------- | --------------- |
|                 | 1               | 2               | 3               | 4               | 5               | 6               | 7               | 8               | 9               | 10              | 11              | 12              | 13              | 14              | 15              | 16              | 17              | 18              | 19              | 20              | 21              | 22              | 23              | 24              | 25              | 26              | 27              | 28              | 29              | 30              | 31              |                 |
| Gennaio         | Ma              | Me              | Gi              | Ve              | Sa              | Do              | Lu              | Ma              | Me              | Gi              | Ve              | Sa              | Do              | Lu              | Ma              | Me              | Gi              | Ve              | Sa              | Do              | Lu              | Ma              | Me              | Gi              | Ve              | Sa              | Do              | Lu              | Ma              | Me              | Gi              |                 |
| Febbraio        | Ve              | Sa              | Do              | Lu              | Ma              | Me              | Gi              | Ve              | Sa              | Do              | Lu              | Ma              | Me              | Gi              | Ve              | Sa              | Do              | Lu              | Ma              | Me              | Gi              | Ve              | Sa              | Do              | Lu              | Ma              | Me              | Gi              |                 |                 |                 |                 |
| Marzo           | Ve              | Sa              | Do              | Lu              | Ma              | Me              | Gi              | Ve              | Sa              | Do              | Lu              | Ma              | Me              | Gi              | Ve              | Sa              | Do              | Lu              | Ma              | Me              | Gi              | Ve              | Sa              | Do              | Lu              | Ma              | Me              | Gi              | Ve              | Sa              | Do              |                 |
| Aprile          | Lu              | Ma              | Me              | Gi              | Ve              | Sa              | Do              | Lu              | Ma              | Me              | Gi              | Ve              | Sa              | Do              | Lu              | Ma              | Me              | Gi              | Ve              | Sa              | Do              | Lu              | Ma              | Me              | Gi              | Ve              | Sa              | Do              | Lu              | Ma              |                 |                 |
| Maggio          | Me              | Gi              | Ve              | Sa              | Do              | Lu              | Ma              | Me              | Gi              | Ve              | Sa              | Do              | Lu              | Ma              | Me              | Gi              | Ve              | Sa              | Do              | Lu              | Ma              | Me              | Gi              | Ve              | Sa              | Do              | Lu              | Ma              | Me              | Gi              | Ve              |                 |
| Giugno          | Sa              | Do              | Lu              | Ma              | Me              | Gi              | Ve              | Sa              | Do              | Lu              | Ma              | Me              | Gi              | Ve              | Sa              | Do              | Lu              | Ma              | Me              | Gi              | Ve              | Sa              | Do              | Lu              | Ma              | Me              | Gi              | Ve              | Sa              | Do              |                 |                 |
| Luglio          | Lu              | Ma              | Me              | Gi              | Ve              | Sa              | Do              | Lu              | Ma              | Me              | Gi              | Ve              | Sa              | Do              | Lu              | Ma              | Me              | Gi              | Ve              | Sa              | Do              | Lu              | Ma              | Me              | Gi              | Ve              | Sa              | Do              | Lu              | Ma              | Me              |                 |
| Agosto          | Gi              | Ve              | Sa              | Do              | Lu              | Ma              | Me              | Gi              | Ve              | Sa              | Do              | Lu              | Ma              | Me              | Gi              | Ve              | Sa              | Do              | Lu              | Ma              | Me              | Gi              | Ve              | Sa              | Do              | Lu              | Ma              | Me              | Gi              | Ve              | Sa              |                 |
| Settembre       | Do              | Lu              | Ma              | Me              | Gi              | Ve              | Sa              | Do              | Lu              | Ma              | Me              | Gi              | Ve              | Sa              | Do              | Lu              | Ma              | Me              | Gi              | Ve              | Sa              | Do              | Lu              | Ma              | Me              | Gi              | Ve              | Sa              | Do              | Lu              |                 |                 |
| Ottobre         | Ma              | Me              | Gi              | Ve              | Sa              | Do              | Lu              | Ma              | Me              | Gi              | Ve              | Sa              | Do              | Lu              | Ma              | Me              | Gi              | Ve              | Sa              | Do              | Lu              | Ma              | Me              | Gi              | Ve              | Sa              | Do              | Lu              | Ma              | Me              | Gi              |                 |
| Novembre        | Ve              | Sa              | Do              | Lu              | Ma              | Me              | Gi              | Ve              | Sa              | Do              | Lu              | Ma              | Me              | Gi              | Ve              | Sa              | Do              | Lu              | Ma              | Me              | Gi              | Ve              | Sa              | Do              | Lu              | Ma              | Me              | Gi              | Ve              | Sa              |                 |                 |
| Dicembre        | Do              | Lu              | Ma              | Me              | Gi              | Ve              | Sa              | Do              | Lu              | Ma              | Me              | Gi              | Ve              | Sa              | Do              | Lu              | Ma              | Me              | Gi              | Ve              | Sa              | Do              | Lu              | Ma              | Me              | Gi              | Ve              | Sa              | Do              | Lu              | Ma              |                 |